# Mohammad Ali Khan
Mohammad Ali Khan (Perzisch: محمد علی خان زند, Muḥammad ‘Alī Khān Zand) (1760 - 1779) was sjah van de Zand-dynastie van 6 maart tot 19 juni 1779.
Na de dood van Karim Khan in 1779 viel Perzië uiteen. Zaki Khan, broer van Karim Khan, slaagde erin Karims tweede zoon Mohammad Ali Khan, die tevens schoonzoon van Zaki was, de troon te laten bestijgen. Later zette hij de oudste zoon van Karim, Abol Fath Khan, eveneens op de troon. Beiden waren slechts marionetten van Zaki.
Mohammad Ali Khan stierf in 1779 aan een hartaanval. Daarmee werd Abol Fath Khan de enige sjah.